# لاكميه
أوبرا لاكميه (بالفرنسية: Lakmé)‏ تتكون من ثلاثة فصول، وهي من تأليف الموسيقار ليو ديليب، وقد عرضت هذه الأوبرا لأول مرة في 14 أبريل عام 1883م بباريس، وهي مقتبسة عن رواية لبيير لوتى والتي أستوحاها من قصة حبه الحقيقية لإحدى فتيات جزيرة تاهيتي أثناء إقامته بها.
نقل ليو ديليب أحداث القصة إلى الهند ليعبر عن قصة حب بين ابنة أحد كهنة البراهمة وضابط انجليزى أثناء الأستعمار البريطانى للهند، وقد أضفى ديليب أجواء شرقية على موسيقى أوبرا لاكميه.
ومن أشهر فقرات هذه الأوبرا ثنائى الزهرة وفيها تغنى لاكميه مع وصيفتها مليكة في الفصل الأول.

## أحداث الأوبرا

### الفصل الأول
نيلا كانثيا وابنته لاكميه يقودان الهندوس إلى الصلاة. نيلا كانثيا يترك ابنته في رعاية اثنين من الأتباع حجي ومليكة، تصل مجموعة من الجنود البريطانيين إلى مكان الهيكل القريب، ويتجاوز ضابطان بريطانيان شابان هما جيرالد وفريدريك حدودهما في دخول الهيكل، يغادر فريدريك الهيكل ولكن جيرالد يتسمر عند وقوع بصره على لاكميه، ويقعان في حب من أول نظرة. نيلا كانثيا يراه، ويكتشف اختراقه للهيكل ويصمم على الانتقام منه لتلويث قداسة الهيكل، تحاول لاكميه أن تنذره بأن يغادر لأن الموت يكون عقاب من يخترق الهيكل، يبقى جيرالد ولاكميه على حبهما.

### الفصل الثانى
يقام احتفال على شرف الإله دورغا، ونيلا كانثيا يتنكر بثياب متسول ويمتزج مع الجمهور، يعلن نيلا كانثيا في السوق المزدحم بأن لا شيء يهدئ غضب الإله دورغا إلا الموت لمخترقي حرمة الهيكل، يلتقى جيرالد وفريدريك في السوق نيلا كانثيا، ليغطي جيرالد يطلب من لاكميه أن تغني أغنية براهمية آملا أن المخترق سيتقدم منها.
يغمى على لاكميه حين رؤيتها جيرالد فيمسك به ويكتشف أمره، يأمر نيلا كانثيا يأمر أتباعه أن ينقضوا عليه، فيصاب جيرالد
ويؤذى من قبل المتآمرين، يقوم حجي ولاكميه بمساعدته على الهرب ويخبآنه في كوخ من الخيزران في الغابة، وتعتنى لاكميه بجراحه إلى أن يشفى.

### الفصل الثالث
تذهب لاكميه لجلب الماء المقدس الذي يوثق عهود العشاق، يأتي فريدريك ليذكر جيرالد بواجبه تجاه كتيبته عندما تعود لاكميه تشعر بتغير جيرالد وتوقن بأنها فقدته، تأكل نبات الداتورة السام لتموت بشرفها على أن تعيش بالعار.